# Liste der Monuments historiques in Rochefort-sur-Brévon
Die Liste der Monuments historiques in Rochefort-sur-Brévon führt die Monuments historiques in der französischen Gemeinde Rochefort-sur-Brévon auf.

## Liste der Immobilien
| Bezeichnung                                         | Beschreibung | Standort                                     | Kennzeichnung | Schutzstatus | Datum     | Bild           |
| --------------------------------------------------- | --- | -------------------------------------------- | ------------- | ------------ | --------- | -------------- |
| Frühindustrieller Gebäudekomplex entlang des Brévon | Ensemble aus Oberer und Unterer Schmiede, Sägewerk und Eisenspaltwerk, ihren wasserbaulichen Anlagen, drei Stauweihern und den Brücken über den Brévon, 18. Jahrhundert | Rue des Forges und westlich des Ortes (Lage) | PA00132542    | Inscrit      | 1994 2017 |                |
| Kirche Nativité-de-la-Vierge                        | um 1200 erbaut, im 16. Jahrhundert verändert | Rue de l’Eglise (Lage)                       | PA21000022    | Inscrit      | 2001      | weitere Bilder |
| Château de Rochefort-sur-Brévon                     | 1888 erbaut, Architekt Ernest Sanson | nördlich des Ortes (Lage)                    | PA00112608    | Inscrit      | 1982      | weitere Bilder |

## Liste der Objekte
| Bezeichnung                | Beschreibung                                                                           | Standort                                   | Kennzeichnung | Schutzstatus | Datum | Bild |
| -------------------------- | -------------------------------------------------------------------------------------- | ------------------------------------------ | ------------- | ------------ | ----- | ---- |
| Skulptur Madonna mit Kind  | Kalkstein, 14. Jahrhundert                                                             | im ehemaligen Pfarrgarten (Lage)           | PM21001873    | Classé       | 1966  |      |
| Gemälde Mariä Verkündigung | Ölfarbe auf Leinwand, 18. oder 19. Jahrhundert; nach Laurent Cars und François Lemoyne | in der Kirche Nativité-de-la-Vierge (Lage) | PM21004444    | Inscrit      | 2002  |      |
| Gemälde Mariä Himmelfahrt  | Ölfarbe auf Leinwand, signiert Eugène Nesle 1849; nach Nicolas Poussin                 | in der Kirche Nativité-de-la-Vierge (Lage) | PM21004445    | Inscrit      | 2002  |      |
| Gemälde Madonna mit Kind   | Ölfarbe auf Leinwand, erste Hälfte des 17. Jahrhunderts                                | in der Kirche Nativité-de-la-Vierge (Lage) | PM21004446    | Inscrit      | 2002  |      |
| Gemälde Heilige Katharina  | Ölfarbe auf Leinwand, erste Hälfte des 17. Jahrhunderts                                | in der Kirche Nativité-de-la-Vierge (Lage) | PM21004447    | Inscrit      | 2002  |      |
| Taufbecken                 | Kalkstein, 13. oder 14. Jahrhundert                                                    | in der Kirche Nativité-de-la-Vierge (Lage) | PM21004276    | Inscrit      | 1997  |      |